# Parapoxvirus
Die Virusgattung Parapoxvirus umfasst Viren, die bei verschiedenen Säugetieren vorkommen.
Im Gegensatz zur quaderförmigen Gestalt bei Mitgliedern der Gattung Orthopoxvirus, besitzen die Parapockenviren eine ovoide Form und sind etwa 220 bis 300 nm lang und 140 bis 170 nm breit. Die innere Virusstruktur, die aus komplex gefalteten Membranen und einem Nukleoproteinkomplex besteht, erscheint gedreht und kreuzförmig verdrillt. Das Genom der Parapockenviren ist eine doppelsträngige, lineare DNA mit einer Größe von 130 bis 150 kbp (Kilo-Basenpaaren). Die verschiedenen Arten der Gattung zeigen genetisch eine hohe Diversität und enge Wirtsspezifität.
Einige Virusspezies können durch Übertragung von Tieren Erkrankungen beim Menschen hervorrufen, so das Orf-Virus (Melkerknoten) und möglicherweise das Ecthyma-contagiosum-Virus des Kamels (verursacht Camel contagious ecthyma, CCE).

## Systematik
Mit Stand 30. April 2024 hat die Gattung folgende Mitglieder (ergänzt um Vorschläge in Anführungszeichen):
Familie Poxviridae
- Unterfamilie Chordopoxvirinae
  - Gattung Parapoxvirus
    - Spezies Parapoxvirus bovinestomatitis mit
Stomatitis-papulosa-Virus (englisch Bovine papular stomatitis virus, BPSV)
    - Spezies Parapoxvirus orf mit 
Orf-Virus (en. Orf virus, ORFV) → Orf
    - Spezies Parapoxvirus pseudocowpox (früher Parapoxvirus bovis 2) mit 
Pseudokuhpocken-Virus alias Melkerknotenvirus (en. Paravaccinia virus oder Pseudocowpox virus, PCPV) → Euterpocken des Rindes, Melkerknoten
    - Spezies Parapoxvirus reddeerpox (früher Parapoxvirus cervi) mit 
Rotwildparapockenvirus oder Parapoxvirus des Rotwildes (en. Parapoxvirus of red deer in New Zealand, RDPV oder PVNZ)
    - Spezies Parapoxvirus sealpox mit 
Seehundpocken-Virus (en. Grey sealpox virus, Seal parapoxvirus)[4]
    - Spezies „Camel contagious ecthyma virus“ mit 
Ecthyma-contagiosum-Virus des Kamels alias Kamel-Lippengrind-Virus oder Auzduk-Disease-Virus[5][6]
    - Spezies „Reindeer parapoxvirus“ mit 
Rentier-Parapoxvirus[7] – möglicherweise Subtyp des Orf-Virus
    - Spezies „Musk ox parapoxvirus“ mit 
Moschusochsen-Parapoxvirus[8]

Das früher so genannte Parapoxvirus der Hörnchen (en. Squirrel parapoxvirus, SPPV) wird heute in der eigenen Gattung Sciuripoxvirus geführt (Spezies Sciuripoxvirus squirrelpox)
Keine Daten hinterlegt sind für 
- Ecthyma-contagiosum-Virus der Gämse (en. Ecthyma contagiosum virus of chamois)